# Isidella trichotoma
Isidella trichotoma är en korallart som beskrevs av Bayer 1990. Isidella trichotoma ingår i släktet Isidella och familjen Isididae. Inga underarter finns listade i Catalogue of Life.